# Maraapunisaure
Maraapunisaurus és un gènere de dinosaure sauròpode.

## Mida

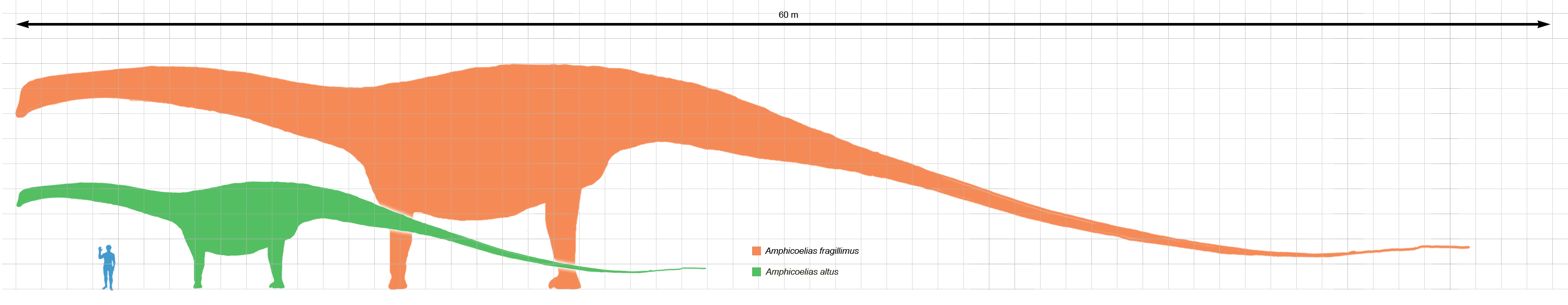
Maraapunisaurus fragillimus (taronja) i Amphicoelias altus (verd) comparats en mida amb un humà

Estimar la mida completa de M. fragillimus requereix escalar els ossos d'espècies més ben conegudes de diplodòcids (una família extremadament llarga i esvelta de sauròpodes) assumint que les seves proporcions relatives eren similars. En el seu article original, Cope ho va fer especulant la mida d'un fèmur hipotètic d'A. fragillimus (os superior de la cama). Cope va remarcar que en altres dinosaures sauròpodes, concretament A. altus i Camarasaurus supremus, el fèmur feia sempre el doble d'alçada que la vèrtebra dorsal més alta, i va estimar la longitud del fèmur de A. fragillimus en 3,7 metres.